# Jugoslavien i olympiska vinterspelen 1948
Jugoslavien deltog med 17 deltagare vid de olympiska vinterspelen 1948 i Sankt Moritz. Ingen av landets deltagare erövrade någon medalj.